# الطلة
الطلة قرية سوريّة تتبع إداريّاً لمحافظة حلب منطقة عفرين ناحية راجو، بلغ تعداد سكانها 213 نسمة حسب التعداد السكاني لعام 2004.